# V7 - AntiBala
V7, também conhecida como Família do Sul ou AntiBala, é uma organização criminosa que atua no estado do Rio Grande do Sul. Foi fundada em 2013, no bairro Santa Tereza, em Porto Alegre, como uma coalizão de grupos criminosos liderados por André Vilmar Azevedo de Souza, conhecido como "Nego André". Sua criação tinha como objetivo enfrentar a facção rival Bala na Cara (BNC) na região. Os V7 se consolidou como uma facção criminosa violenta, com grande presença na zona sul de Porto Alegre.

## Guerra contra os Bala na Cara
Em 2016, os V7 declararam guerra à Bala na Cara (BNC), após o sequestro e execução de Jeferson Lapuente, um membro da Bala na Cara. O corpo de Lapuente foi encontrado enrolado em um edredom, com a inscrição "Bala nos Bala", marcando oficialmente o início do conflito. Entre 2016 e 2017, a guerra entre as facções V7, BNC, Os Manos e Os Aberto resultou em aproximadamente 400 mortes, caracterizando esse período como um dos mais violentos do estado.

### Guerra contra Os Manos
Os V7 entraram em guerra contra Os Manos por conta de dividas que não foram pagas, no inicio as duas facções tinham um acordo de "não se agredir", estando neutra uma a outra, mas por conta das dividas e dos desacertos romperam o acordo.